# Platno
Platno je težja in zelo vzdržljiva tkanina. Prvotno platno je bilo izdelano iz konoplje, sodobno platno pa je narejeno iz bombaža. Z mešanjem surovin, načinov vezav in postopkov se pridobijo različne lastnosti tkanine kot so trdnost, otip, videz in namembnost. Če kot platno izpostavimo samo denim oz. jeans, sta lastnosti te tkanine vzdržljivost in trdnost. Ima drugačen videz zaradi izpeljanke iz platna v keper vezavo. 

## Značilnosti
Za platno je značilna platno vezava, ki je najenostavnejša vezava iz katere dobimo tkanino, ki ima najpogosteje povezane niti. Platno vezava je obojestranska; tkanina ima na hrbtni in lični strani enak videz. Tkanine v platno vezavi imajo dobre mehanske lastnosti in so univerzalne.

## Izpeljanke iz platna
Poznamo več izpeljank iz platna. To so:
Rips
Vzornice ripsa so povečava vzornic platna v smeri osnove, votka ali tudi v obe smeri. Je obojestranska vezava, kar pomeni, da je na obeh straneh videz enak.
Panama
Izpeljanka ji pravimo zato, ker je panama močno podobna platnu. Pri tkanju istočasno dvigujemo dve ali štiri zaporedne osnovne niti, v zev pa vtaknemo prav tolikšno število votkovnih niti. Poznamo navadni panama (pravilni, nepravilni) in mešani panama. Tkanine v panama vezavi lahko uporabimo za različne izdelke: poletna vrhnja oblačila, moške obleke, prte ali podloge za vezenje.
Keper
Značilnost te vezave so žarki v tkanini, ki potekajo po diagonali. Po navadi so to goste, trdne in vzdržljive tkanine. Žarki so izraziti, lahko potekajo v desno ali levo smer. Tkanino z žarki, ki potekajo v desno smer imenujemo desnosmerni keper in ga označujemo s črko Z. Tkanino pri kateri žarki potekajo v levo smer pa imenujemo levo smerni keper in ga označujemo s črko S. Pojavljata se nam tudi osnovni in votkovni efekt, kar pomeni, da so pri osnovnem efektu na sprednji oziroma lični strani tkanine vidne osnovne vezne točke, pri votkovnem pa votkovne vezne točke. Poznamo tri osnovne vrste keprovih vezav: navadni imenujemo ga tudi temeljni, ojačani in večredni keper. Tkanine v keprovi vezavi so primerne za kavbojke, flanele, škotski karo, cerade...
Poleg osnovnih vezav pa poznamo še številne druge izpeljanke.

## Uporaba
Uporabljamo ga za oblačilne, dekorativne in specialne namene kot so šotori, jadra, nahrbtniki, vreče, torbice in za druge predmete, za katere je značilna in potrebna trdnost.
Z različnimi postopki izdelave in dodelave se spremenijo tudi lastnosti tkanine:
- Barvano platno
- Tiskano platno
- Ognjevarno platno
- Vodoodporno platno
- Voščeno platno

S tem se uporaba platna zaradi specifičnih lastnosti razširi še na več področij uporabe.
Slikarji uporabljajo platno za risanje z oljnimi barvami, v oblačilni industriji se uporablja za delovne uniforme oz. obleke z večjo vzdržljivostjo, ognjevarnostjo in vodoodpornostjo. Barvano ali tiskano platno se lahko uporablja za tapeciranje, dekorativno notranjo opremo (prti, zatemnitvene zavese...), z mešanjem surovin s katerim pridobimo lastnost mehkejšega otipa, pa tudi za konfekcijska oblačila.